# Enterprise 64/128

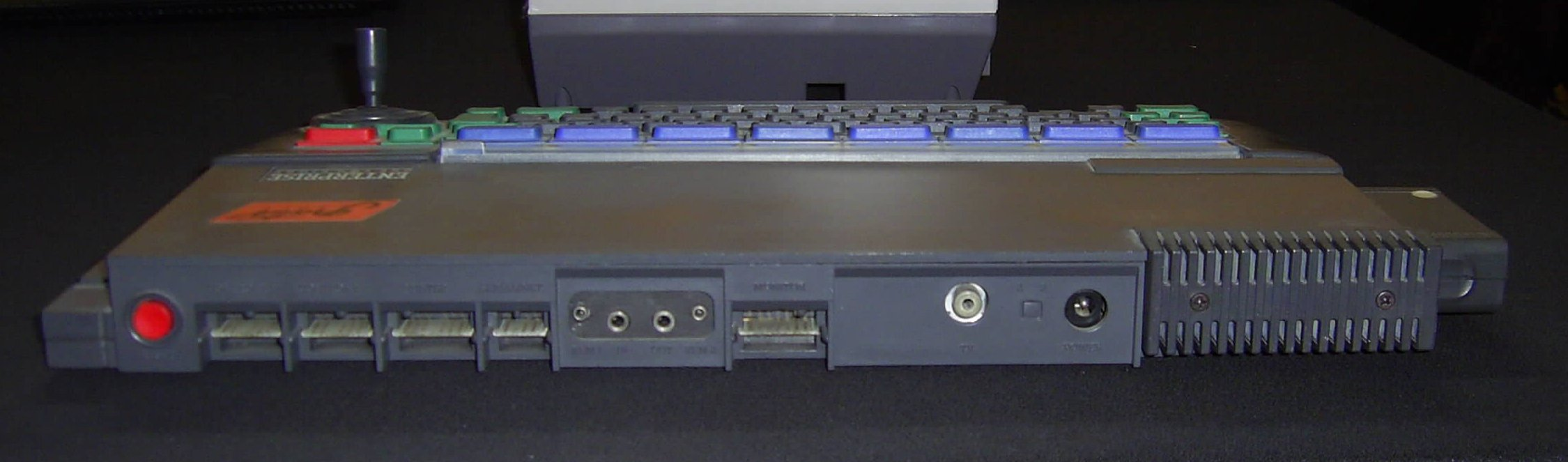
Enterprise 128, vue arrière

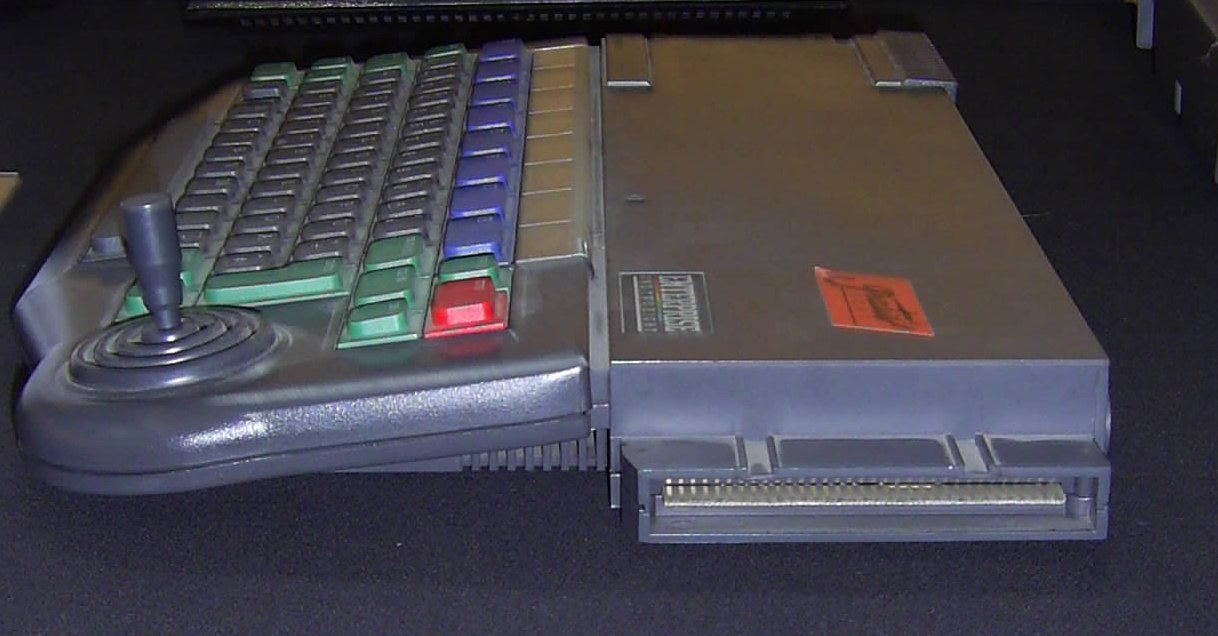
Enterprise 128, vue de droite

L'Enterprise 64/128 est un micro-ordinateur personnel des années 1980.
Basé sur le processeur Z80 de Zilog, cette machine n'eut pas le succès que son architecture aurait pu lui laisser espérer. Le projet, démarré en 1982, fut définitivement arrêté pour cause de faillite en juin 1986 après une longue mais inexorable agonie.
Il fut commercialisé en France par la société « Lansay ».
Les stocks furent écoulés des années plus tard dans les pays de l'Est où Enterprise connut encore quelques années de succès auprès des amateurs de micro-informatique hongrois et tchèques.
Les caractéristiques techniques de la machine étaient les suivantes :
- Microprocesseur Z80 cadencé à 4 MHz
- 64 ko ou 128 ko de mémoire vive extensible jusqu'à 3 900 Ko
- 256 couleurs
- 3 canaux son
- Générateur de bruit blanc
- Écran affichant 84x28 caractères
- Écran graphique de 672x256 pixels (672x512 entrelacé)
- Clavier mécanique